# Jim Gordon
James W. Gordon, mais conhecido como Comissário Gordon ou Jim Gordon, é um personagem fictício, um aliado de Batman, que aparece nas histórias em quadrinhos publicadas pela DC Comics. O personagem apareceu pela primeira vez em Detective Comics # 27 (Maio de 1939), e foi criado por Bill Finger e Bob Kane. Gordon fez sua estreia no primeiro painel desta história desenhada, fazendo, dele, o primeiro personagem de apoio do Batman a ser introduzido.
Na maioria das encarnações do Batman, James Gordon é o comissário de polícia de Gotham City, casa do Batman. Ele compartilha o profundo compromisso do herói para livrar a cidade escura e corrupta do crime. Nos quadrinhos da Idade de Ouro e Prata, e em 1960 no programa de televisão do Batman, Gordon confia plenamente no Batman, e é ainda um pouco dependente dele. Nas histórias mais modernas, ele é um pouco cético em relação ao método do Batman de vigilante, mas reconhece a necessidade de Batman, e os dois têm um respeito mútuo e amizade tácita. A relação de Gordon com o Batman, como seu contato na polícia, é comparável à relação entre Sherlock Holmes e inspetor Lestrade. No mesmo ano em que Bruce voltou a Gotham, Gordon começou o trabalho no departamento de polícia da cidade como tenente. Nos novos 52, ele já está há bastante tempo em Gotham, chegando a apreender o jovem Bruce. Ele era o marido de Barbara Kean Gordon e, após seu divórcio, de Sarah Essen Gordon. Gordon é também o pai de James Gordon Jr. e, dependendo da  continuidade, pai ou pai adotivo de Barbara Gordon, a primeira Batgirl moderna e mais tarde Oráculo e, em seguida, Batgirl novamente. Durante o desaparecimento do Batman, Gordon o substituiu e construiu um traje robô.
Gordon é uma parte importante do mito de Batman e apareceu na maioria das outras adaptações de mídia do personagem. Isso inclui jogos de vídeo, animação, e os filmes de ação ao vivo. Gordon foi interpretado por Lyle Talbot na série de filmes Batman e Robin, Neil Hamilton na série de televisão Batman, Pat Hingle nos filmes da série Tim Burton / Joel Schumacher; Gary Oldman na série de filmes de Christopher Nolan e será interpretado por J.K Simmons no Universo Estendido DC, e Jeffrey Wright no filme de Matt Reeves.

## Trilogia de Christopher Nolan

### Batman Begins
A primeira aparição de Gordon ocorre no início do filme, quando ele, ainda sargento, consola um jovem Bruce Wayne que havia acabado de perder seus pais. Mais de vinte anos depois, ele é confrontado por Bruce Wayne mascarado. Rendido e com um grampeador simulando uma arma na nuca, ele confessa que não sabe o que Falcone planeja para a cidade e que não participa dos esquemas dos policiais corruptos. Mais tarde, Batman aprende a confiar em Gordon, e o torna seu parceiro. Gordon oculta essa revelação dos policiais e mantém fidelidade ao Cavaleiro das Trevas. Depois que Batman confronta o 
Espantalho e é obrigado a fugir, Gordon é obrigado a perseguir Batman para não manchar sua imagem junto à polícia. No final, pilota o Batmóvel de Batman, ajudando-o a derrotar Ra's al Ghul.

### O Cavaleiro das Trevas
Gordon é um renomado tenente, no entanto falha em tentar prender um mafioso chinês. Mais uma vez, ele recorre à ajuda de Batman, que prende facilmente o mafioso na China. O Mascarado, ele e Harvey Dent formam um trio inseparável que luta contra o crime em Gotham. No entanto, aparece a ameaça do Coringa, que tenta matar Harvey Dent e em seguida monta um atentado ao prefeito. Gordon, no entanto, se antecipa, e salva o prefeito, aparentemente morrendo no processo. Para tornar tudo mais real, a polícia vai até a casa da mulher de Gordon e diz que o tenente morreu. No entanto, o tenente aproveitou para investigar o Coringa à paisana. Ele dirige o veículo onde Harvey Dent está sendo levado preso, impede a morte de Batman e prende o Coringa com sucesso. Em decorrência de suas ações, é promovido a Comissário, pois o antigo, Loeb, havia sido morto em um atentado feito pelo Coringa. Gordon vai salvar Harvey Dent de mais uma armadilha de Coringa, mas falha. Harvey Dent se transforma no Duas-Caras, e, acreditando que Gordon não o salvou de propósito, sequestra sua família no prédio onde Rachel, sua esposa, morreu. A mulher e os dois filhos de Gordon são retidos no prédio, mas são salvos por Batman, que mata Duas-Caras. Logo após, Batman é incriminado pelos assassinatos cometidos por Harvey Dent de propósito, pois este deveria continuar sendo um símbolo para Gotham. O filme termina com Gordon quebrando o Bat-sinal.

### O Cavaleiro das Trevas Ressurge
No teaser trailer de The Dark Knight Rises, Gordon é visto na cama de um hospital, dizendo para alguém, que aparenta ser Bruce Wayne: "O Batman precisa voltar... Ele precisa!". Enquanto Gordon fala, uma imagem se forma: a de Bane. O estado de Gordon parece grave, o que mostra que o acidente sofrido pode ter sido de importância significativa no filme. Gordon também parece saber que Bruce Wayne é o Batman. No final do filme, ele se recupera.

## Gotham

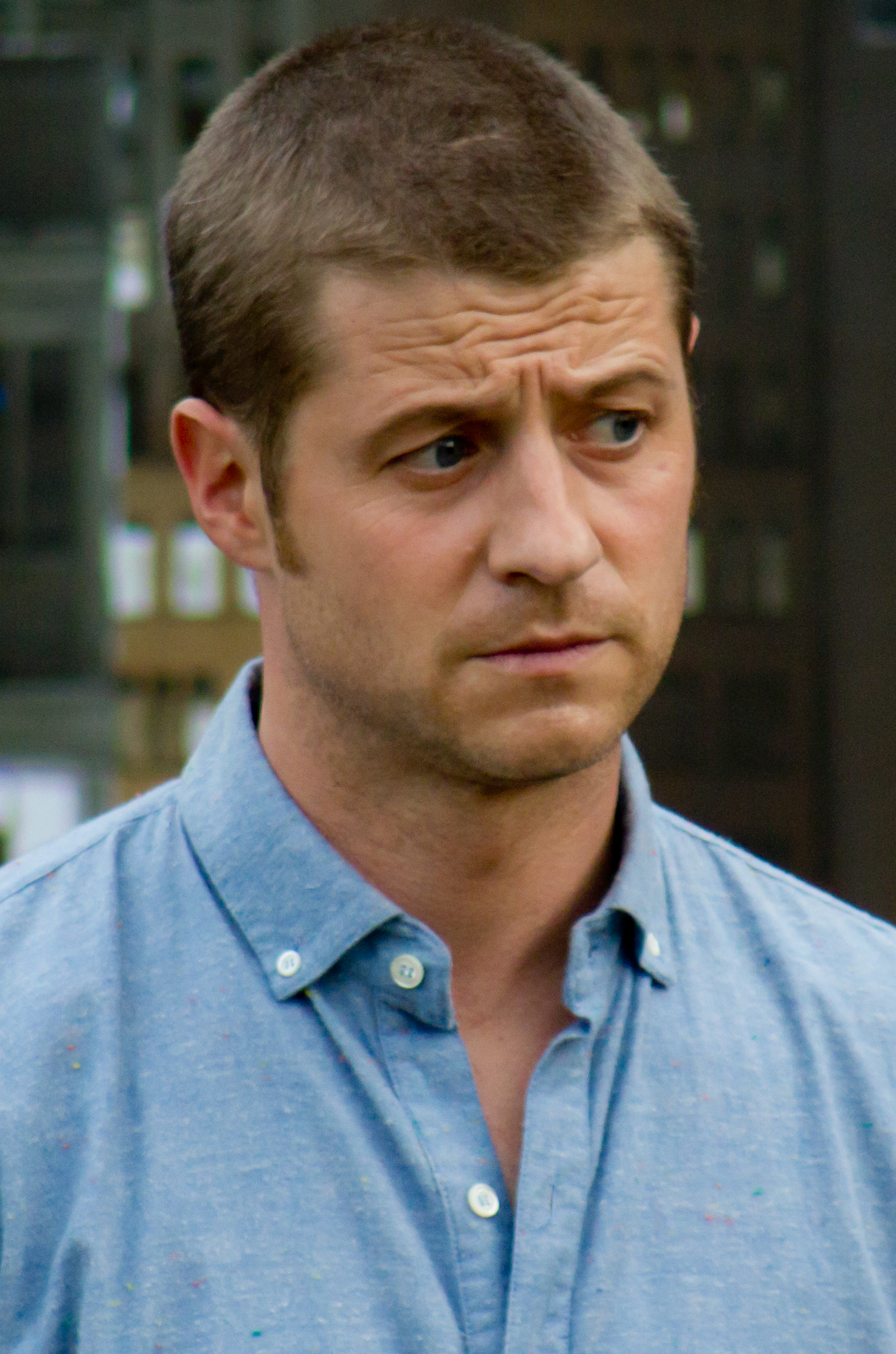
O protagonista Benjamin McKenzie da série de TV Gotham interpreta o Comissário Gordon (ainda como detetive) (imagem de 2014)

Um novo recruta do Departamento de Polícia da série Gotham da capitã Sarah Essen, o detetive James Gordon se junta com Harvey Bullock para resolver um dos casos de maior destaque de Gotham: o assassinato de Thomas e Martha Wayne. Durante sua investigação, Gordon conhece o filho dos Wayne, Bruce, agora sob os cuidados de seu mordomo Alfred Pennyworth, o que incentiva Gordon ainda mais a capturar o assassino misterioso. Ao longo do caminho, Gordon deve enfrentar a máfia liderada por Carmine Falcone, bem como muitos dos futuros vilões de Gotham, como Selina Kyle, Edward Nygma e Oswald Cobblepot. Eventualmente, Gordon é forçado a formar uma improvável amizade com Bruce Wayne, que irá ajudar a moldar o futuro do menino em seu destino de se tornar O Cavaleiro das Trevas.

## Universo Cinematográfico DC
Gordon está presente no Universo Cinematográfico DC e é interpretado por J. K. Simmons, que interpretou J. Jonah Jameson na primeira trilogia de filmes do Spiderman.
- A sua primeira aparição é no filme Liga da Justiça de 2017, que é dirigido por Zack Snyder e escrito por Chris Terrio e Joss Whedon.
- James também aparece no corte do diretor Zack Snyder do filme Liga da Justiça, intitulado Zack Snyder's Justice League e lançado em 2021.